# Seznam arhitektov
Seznam arhitektov

## Zgodnji arhitekti
- Mark Vipsanij Agripa
- Anthemius of Tralles
- Daedalus
- Imhotep
- Iktinos
- Isidore of Miletus
- Kallikrates
- Lu Ban
- Mnesicles
- Nimrod
- Senemut
- Vitruvius
- Vivasvat

## Arhitekti 13. stoletja
- Robert de Luzarches
- Villard de Honnecourt

## Arhitekti 14. stoletja
- Cristoforo da Bolzano
- Jacopo Celega
- Pier Paolo Celega
- Frà Giovanni degli Eremitani
- Giotto di Bondone

## Arhitekti 15. stoletja
- Leone Battista Alberti
- Donato Bramante
- Filippo Brunelleschi
- Leonardo da Vinci
- Annibale Maggi detto Da Bassano
- Michelozzo Michelozzi

## Arhitekti 16. stoletja
- Galeazzo Alessi
- Bartolomeo Ammanati
- Michelangelo Buonarroti
- Juan de Herrera
- Philibert de l'Orme
- Hans Hendrik van Paesschen
- Andrea Palladio
- Antonio da Sangallo
- Michele Sammicheli
- Raffaello Santi
- Vincenzo Scamozzi
- Mimar Sinan
- Giorgio Vasari
- Giacomo Barozzi da Vignola

## Arhitekti 17. stoletja
- Gian Lorenzo Bernini
- Francesco Borromini
- Pietro da Cortona
- Guarino Guarini
- Ustad Isa
- Inigo Jones
- Baldassarre Longhena
- Carlo Maderno
- Nicodemus Tessin the Younger
- Carlo Rainaldi
- John Webb
- Elizabeth Mytton Wilbraham
- Christopher Wren

## Arhitekti 18. stoletja
- Robert Adam
- William Adam
- Cosmas Damian Asam
- Egid Quirin Asam
- James Bloodworth
- Étienne-Louis Boullée
- Alexandre-Théodore Brongniart
- Colen Campbell
- John Carr of York
- Richard Cassels
- William Chambers
- Christof Dienzenhofer
- Kilian Ignaz Dienzenhofer
- Johann Bernhard Fischer von Erlach
- Johann Michael Fischer
- Gerolamo Frigimelica
- Ange-Jacques Gabriel
- John Gwynn
- Peter Harrison
- Nicholas Hawksmoor
- Johann Lukas von Hildebrandt
- James Hoban
- Thomas Jefferson
- Richard Jupp
- Filippo Juvarra
- William Kent
- Benjamin Latrobe
- Giacomo Leoni
- Johann Friedrich Ludwig
- Jules Hardouin Mansart
- Josef Munggenast
- Robert Mylne
- Balthasar Neumann
- Nikolaus Pacassi
- Giovanni Paolo Pannini
- Edward Lovett Pearce
- Charles Percier
- Giuseppe Piermarini
- Jakob Prandtauer
- Francesco Maria Preti
- Johann Michael Prunner
- Bartolomeo Rastrelli
- Charles Ribart
- Antonio Rinaldi
- Thomas Sandby
- Michael Searles
- Jacques-Germain Soufflot
- William Thornton
- Luigi Vanvitelli
- John Vanbrugh
- Bernardo Vittone
- John Wood I & II
- Dominikus Zimmermann
- Johann Baptist Zimmermann

## Arhitekti 19. stoletja
- Dankmar Adler
- Sir Charles Barry
- Charles Barry ml.
- Edward Middleton Barry
- Frederic Auguste Bartholdi
- Ignatius Bonomi
- Joseph Bonomi the Elder
- Gridley James Fox Bryant
- Charles Bulfinch
- William Burges
- Decimus Burton
- Sir Basil Champney
- Edward Clark
- Adolf Cluss
- Thomas Cubitt
- Pierre Cuypers
- George Devey
- John Dobson
- Alexandre Gustave Eiffel
- Thomas Fuller
- Charles Garnier
- Philip Hardwick
- Philip Charles Hardwick
- William Alexander Harvey
- Victor Horta
- Richard Hunt
- Henri Labrouste
- Benjamin Henry Latrobe
- Giuseppe Jappelli
- William LeBaron Jenney
- Sir Horace Jones
- Charles Follen McKim
- Robert Mills
- Auguste de Montferrand
- William Morris
- John Nash
- Frederick Law Olmsted
- Joseph Paxton
- John Wornham Penfold
- Sir James Pennethorne
- Albert Pretzinger
- A. W. N. Pugin
- James Renwick ml.
- Henry Hobson Richardson
- Antonio Rivas Mercado
- Robert S. Roeschlaub
- John Root
- George Gilbert Scott
- Karl Friedrich Schinkel
- Gottfried Semper
- John Soane
- Vasily P. Stasov
- Louis Sullivan
- Samuel Sanders Teulon
- Constantine Andreyevich Ton
- Eugene Viollet-le-Duc
- Thomas Ustik Walter
- Alfred Waterhouse
- Stanford White
- William Wilkins
- Thomas Worthington

## Arhitekti 20. stoletja
- Alvar Aalto
- Max Abramovitz
- David Adler
- Charles N. Agree
- Christopher Alexander
- Tadao Ando
- Paul Andreu
- W. W. Ahlschlager
- Raul de Armas
- Luis Barragan
- Welton Becket
- Peter Behrens
- Pietro Belluschi
- Hendrik Petrus Berlage
- Gottfried Boehm
- Ricardo Bofill
- Mario Botta
- Claude Fayette Bragdon
- Marcel Breuer
- Gordon Bunshaft
- John Burgee
- Daniel Burnham
- Santiago Calatrava
- Sir Hugh Casson
- James Walter Chapman-Taylor
- Serge Chermayeff
- David Chipperfield
- Josep Antoni Coderch
- Mary Colter
- Le Corbusier
- Ernest Cormier
- Charles Correa
- Ralph Adams Cram
- Charles Howard Crane
- Frederic Joseph DeLongchamps
- Theo van Doesburg
- Max Dudler
- Willem Marinus Dudok
- Charles Eames
- Ray Eames
- John Eberson
- Peter Eisenman
- Arthur Erickson
- Aldo van Eyck
- Hassan Fathy
- Sverre Fehn
- O'Neil Ford
- Norman Foster
- Buckminster Fuller
- Antoni Gaudí
- Frank Gehry
- Cass Gilbert
- Bruce Goff
- Ernő Goldfinger
- Bertram Goodhue
- Michael Graves
- Greene and Greene
- Walter Burley Griffin
- Nicholas Grimshaw
- Walter Gropius
- Victor Gruen
- Zaha Hadid
- Wallace Harrison
- Coop Himmelblau
- Charles Holden
- Hans Hollein
- Raymond Hood
- Friedensreich Hundertwasser
- Arata Isozaki
- Arne Jacobsen
- Helmut Jahn
- Pierre Jeanneret
- Jon Jerde
- Philip Johnson
- Josep Maria Jujol
- Albert Kahn
- Louis Kahn
- Louis Kamper
- Oskar Kaufmann
- Ralph Knott
- Austin Eldon Knowlton
- Hans Kolhoff
- Rem Koolhaas
- Leon Krier
- Kisho Kurokawa
- Thomas W. Lamb
- Sir Denys Lasdun
- John Lautner
- Ricardo Legorreta
- Jan Letzel
- Sigurd Lewerentz
- Liang Sicheng
- Daniel Libeskind
- Maya Lin
- El Lissitzky
- Gordon W. Lloyd
- Adolf Loos
- Edwin Lutyens
- Fumihiko Maki
- Charles Rennie Mackintosh
- Imre Makovecz
- Robert Mallet-Stevens
- George D. Mason
- Bernard Maybeck
- McKim Mead and White
- Roy Mason
- Richard Meier
- Henry Mercer
- Duncan McDuffie
- Giovanni Michelucci
- Ludwig Mies van der Rohe
- Vlado Milunić
- Enric Miralles
- Samuel Mockbee
- Rafael Moneo
- Arthur Cotton Moore
- Charles Willard Moore
- Roger Montgomery
- Julia Morgan
- Eric Owen Moss
- Glenn Murcutt
- Richard Neutra
- Oscar Niemeyer
- Oscar Nitzchke
- Percy Erskine Nobbs
- Jean Nouvel
- A. G. Odell ml.
- Frei Otto
- J.J.P. Oud
- I.M. Pei
- César Pelli
- Frits Peutz
- Renzo Piano
- Jože Plečnik
- Gio Ponti
- John Russell Pope
- John Portman
- Christian de Portzamparc
- George B. Post
- Freeman A. Pretzinger
- Ralph Rapson
- Rip Rapson
- C. W. Rapp
- George L. Rapp
- Steen Eiler Rasmussen
- Sir Albert Richardson
- Gerrit Rietveld
- Kevin Roche
- Richard Rogers
- Aldo Rossi
- Wirt C. Rowland
- Paul Rudolph
- Eero Saarinen
- Eliel Saarinen
- Moshe Safdie
- Paul Saintenoy
- Carlo Scarpa
- Rudolf Schindler
- Paul Schmitthenner
- Aleksey Schusev
- Margarete Schütte-Lihotzky
- Giles Gilbert Scott
- Harry Seidler
- Josep Lluís Sert
- H. Craig Severance
- Alvaro Siza
- Howard Dwight Smith
- Alison Smithson
- Peter Smithson
- Paolo Soleri
- Alejandro de la Sota
- Albert Speer
- Basil Spence
- Johann Otto von Spreckelsen
- James Stirling
- Edward Durrell Stone
- Kenzo Tange
- Bruno Taut
- Giuseppe Terragni
- Benjamin C. Thompson
- Bernard Tschumi
- Gilbert Stanley Underwood
- Jørn Utzon
- William van Alen
- Henry Van de Velde
- Robert Venturi
- Rafael Vinoly
- Roland Wank
- W. H. Weeks
- Paul Williams
- Clough Williams-Ellis
- Jan Wils
- George J. Wimberly
- Frank Lloyd Wright
- Minoru Yamasaki
- Peter Zumthor

## Arhitekti 21. stoletja
- Asymptote
- Shigeru Ban
- Preston Scott Cohen
- Lju Džjakun (Liu Jiakun)
- Tony Fretton
- H. R. Hiegel
- Steven Holl
- Michael Hopkins
- Toyo Ito
- Justyna Karakiewicz
- Rem Koolhaas
- Kengo Kuma
- Greg Lynn
- Thom Mayne
- William McDonough
- Wolf Prix
- Bruno Urh
- James Wines
- Lebbeus Woods
- Ken Yeang